# Viktor Coj
Viktor Robertovič Coj (in russo Виктор Робертович Цой? /ˈʦɔj/ , traslitterazione anglosassone Tsoy; Leningrado, 21 giugno 1962 – Tukums, 15 agosto 1990) è stato un cantante, chitarrista, attore, poeta e artista sovietico, leader della rock band Kino.

## Biografia
Viktor Robertovič Coj nacque a Leningrado il 21 giugno 1962 come unico figlio di Valentina Vasil'evna Coj (nata Guseva), un'insegnante russa, e Robert Maksimovič Coj, un ingegnere sovietico-coreano. Le origini coreane di Coj risalgono alla cittadina di Sŏngjin, l'attuale Kimch'aek in Corea del Nord, dove era nato il bisnonno Choi Yong-nam. Coj crebbe nei pressi del Moskovskij park Pobedy, dove nacque in un ospedale in via Kuznecovskaja. La famiglia visse in una nota casa all'angolo della Moskovskij prospekt e Bassejnaja. Per un certo periodo, Coj studiò ad una vicina scuola nella via Frunze, dove lavorava la madre.
Dal 1974 al 1977, Coj frequentò una scuola secondaria artistica, dove era membro della band Palata № 6 (in russo Палата № 6?). Dal 1977, frequentò la scuola d'arte Serov dalla quale venne espulso dal 1979 per lo scarso rendimento. In seguito, frequentò la SGPTU-61, dove studiò per diventare un incisore sul legno. Nella sua giovinezza, è stato un fan di Michail Bojarskij e Vladimir Semënovič Vysockij, e successivamente di Bruce Lee, al quale in seguito si ispirò per modellare la propria immagine. Era appassionato di arti marziali e spesso parlava in cinese con il compagno della band Jurij Kasparjan.

### Inizio della carriera di musicista

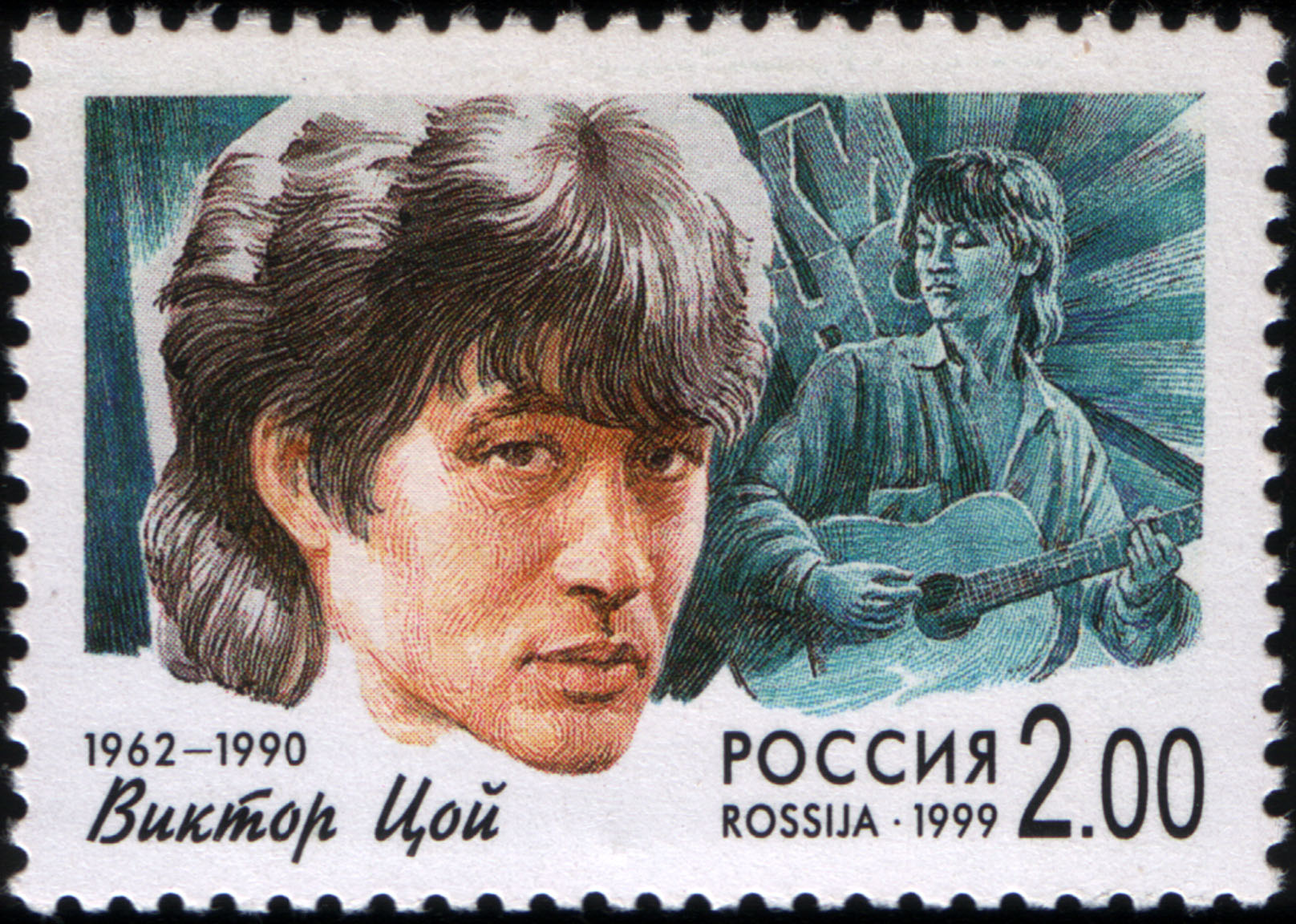
Francobollo russo del dedicato a Viktor Coj.

Coj iniziò a scrivere canzoni all'età di 17 anni; erano brani i cui temi riguardavano la vita dei giovani leningradesi, ragazzi per lo più proletari, e dei loro tentativi di sopravvivere ad una esistenza difficile. Questi temi traspariranno anche nella musica dei Kino, un esempio è la prima traccia del loro primo LP 45, intitolata Vremja est', a deneg net (in russo Время есть, а денег нет?, "Ho tempo, ma non soldi").
L'interesse per la musica portò Coj ad iscriversi nel 1974 alla Accademia d'arte Serov dalla quale venne però espulso due anni dopo per gli scarsi voti; Coj aveva iniziato già da tempo a manifestare un vivo interesse per il rock, nonostante questo fosse ancora considerato un genere underground circoscritto alla sola Leningrado: le classifiche musicali erano dominate dalle pop star moscovite che, oltre ad essere appoggiate dal governo sovietico, ricevevano una maggior pubblicità. Il Leningradskij rok-klub era uno dei pochi luoghi pubblici dove alle rock band era permesso esibirsi.
Tra la fine degli anni settanta e gli inizi degli anni ottanta, Coj strinse un sodalizio con Aleksej Rybin, membro della band hard rock Piligrimy (in russo Пилигримы?, "Pellegrini"), mentre suonava il basso per i Palata N° 6 (in russo Палата № 6?, "Camera numero 6"). Rybin e Coj si conobbero a casa di Andrei "Svin" Panov, dove molto spesso si incontravano anche altri artisti e dove si formò il gruppo punk Avtomatičeskie udovletvoriteli.
Coj (che intanto aveva iniziato a suonare le sue canzoni in varie feste) si esibì a Mosca assieme agli Avtomatičeskie udovletvoriteli in uno dei concerti underground organizzati da Artemij Troickij. Durante una simile performance a Leningrado in occasione del compleanno del produttore Andrej Tropillo, Coj e Rybin incontrarono per la prima volta il leader del popolare gruppo rock Akvarium, Boris Grebenščikov. Dopo un concerto solista di Grebenščikov, Coj lo incontrò e gli suonò due delle sue canzoni. Il leader degli Akvarium rimase molto impressionato dal talento di Viktor e lo aiutò a formare il suo gruppo. Questo segnò l'inizio della carriera musicale di Viktor Coj.

### La nascita dei Kino
Al Leningradskij rok-klub, Coj suonò come solista con il supporto dei membri degli Akvarium: la musica e i testi delle sue canzoni impressionarono il pubblico. Nell'estate del 1981, Coj, Rybin e Oleg Valinskij formarono la band Garin i giperboloidy (in russo Гарин и Гиперболоиды?, "Garin e le iperboloidi"). Il nome era un omaggio al classico romanzo russo Le iperboloidi dell'ingegnere Garin di Aleksej Tolstoj. Nell'autunno dello stesso anno, la band venne accettata come membro del Leningradskij rok-klub ma poco dopo Valinskij venne arruolato nell'Armata Rossa per via della coscrizione obbligatoria, lasciando soli Coj e Rybin che intanto rinominarono la band in Kino.
Il gruppo iniziò a registrare il suo album di debutto nella primavera del 1982 nello studio di Andrej Tropillo, al quale parteciparono anche gli Akvarium con la direzione di Grebenščikov. In estate l'album fu completato e pubblicato come 45 per via della durata di 45 minuti. L'album ebbe un discreto successo e i Kino si esibirono all'interno degli appartamenti a Mosca e Leningrado.
Il 19 febbraio 1983, fu organizzato un concerto assieme agli Akvarium e successivamente Jurij Kasparjan fu invitato ad unirsi ai Kino come chitarrista. A primavera, Rybin lasciò i Kino per disaccordi con Coj. Viktor e Kasparjan trascorsero l'estate a provare insieme e i Kino registrarono l'album 46, concepito inizialmente come una demo di Načal'nik Kamčatki. 46 fu distribuito con successo e venne considerato un album a tutti gli effetti. Nell'autunno del 1983, Coj trascorse un mese e mezzo in un ospedale psichiatrico a Prjažka e non fu considerato idoneo al servizio di leva. Dopo esser stato dimesso dall'ospedale psichiatrico, scrisse la canzone Trankvilizator.

### Il successo
Il 1987 fu un anno importante per i Kino: la pubblicazione del loro sesto album Gruppa Krovi scatenò quella che venne chiamata la "Kinomania". Il clima di apertura politica sotto la glasnost' permise a Coj di realizzare il suo album più politico con una musica che nessuno avrebbe mai potuto suonare in URSS. La maggior parte delle tracce dell'album era dirette ai giovani sovietici che venivano invitati a prendere il controllo e portare a dei cambiamenti nel Paese; alcune delle canzoni denunciavano i problemi sociali che affliggevano la nazione. Il suono e i testi dell'album resero Coj un eroe tra la gioventù sovietica e i Kino divennero la rock band più popolare in diverse repubbliche sovietiche, dove i fan avevano tradotto i testi originali russi nelle loro lingue native.
Negli anni successivi, Coj apparve in diversi film di successo e viaggio anche negli Stati Uniti d'America per promuovere le sue pellicole nei festival cinematografici. Altri album furono pubblicati con tematiche contro la politica che alimentarono la popolarità della band. Sebbene Coj fosse una star importante, continuò a vivere una vita relativamente ordinaria, mantenendo il suo vecchio lavoro nella sala caldaie di un condominio, chiamato Kamčatka, che in seguito avrebbe comprato. Il fatto che lavorasse in un impianto per caldaie sorprese molte persone, ma Coj disse che gli piaceva e che aveva bisogno di soldi per sostenere la band, dato che non riceveva ancora nessun sostegno dal governo e che i loro album venivano copiati e diffusi in tutta la nazione attraverso i rentgenizdat. Tra il 1988 e il 1989, sì esibì con i Kino in Italia, Francia e Danimarca, raggiungendo l'apice nel 1990 con un concerto allo stadio Lužniki di Mosca che radunò 62 000 fan per celebrare il trionfo del gruppo rock più importante dell'Unione Sovietica, con l'accensione del braciere olimpico.

### Morte

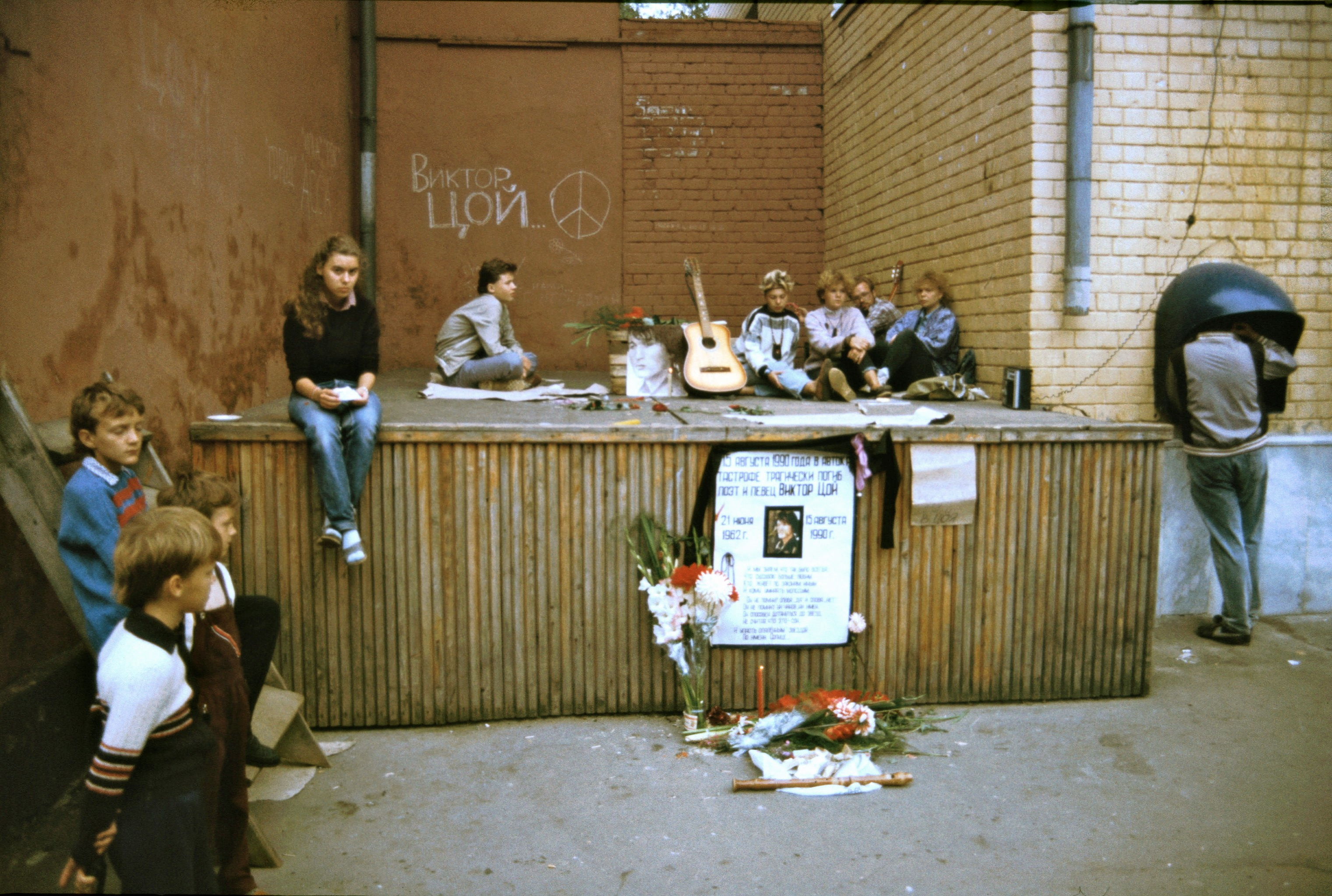
Fan di Coj in lutto a Leningrado

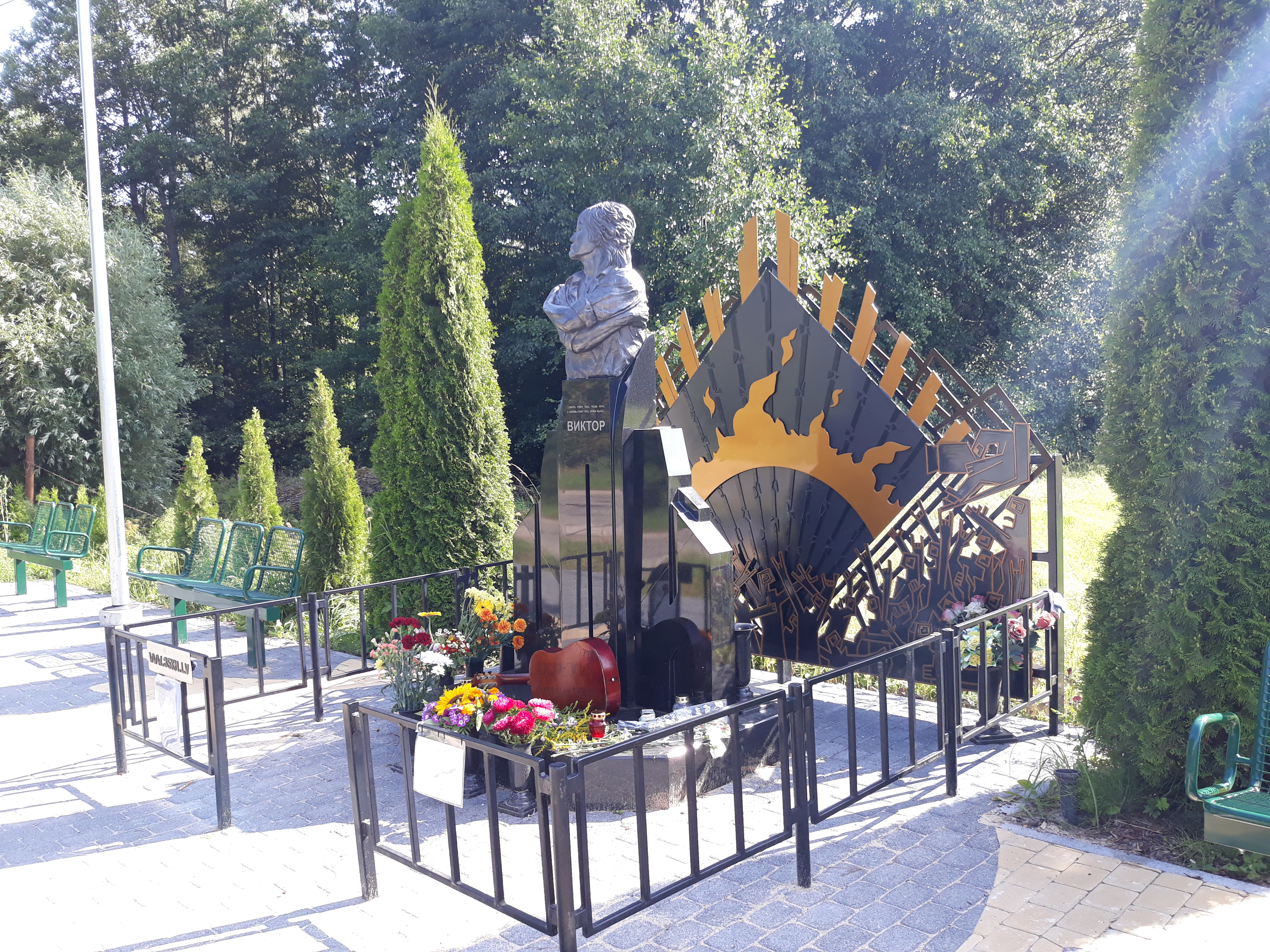
Monumento sul luogo di morte

Il 15 agosto 1990 in Lettonia, Coj stava guidando sull'autostrada Sloka – Talsi, l'odierna P128, vicino a Tukums e Riga. Alle 11:38 ora locale, Coj morì in una collisione in auto. Le indagini conclusero che Coj si era addormentato alla guida, possibilmente a causa della fatica in seguito ad una battuta di pesca durata 5 ore; non aveva consumato alcolici da almeno 48 ore prima della sua morte. Nel momento in cui si addormentò, Coj stava andando ad una velocità di 130 km/h nella sua Aleko che si spostò nella corsia opposta e si scontrò contro un autobus Ikarus 250. Coj fu dichiarato morto, mentre l'autista del bus non rimase ferito. L'auto di Coj era completamente distrutta a tal punto che una delle ruote non fu mai più ritrovata.
La morte di Viktor Coj fu uno shock per molti fan e alcuni si suicidarono. Il 17 agosto, Komsomol'skaja Pravda pubblicò un messaggio dedicato a Coj e alla sua importanza per la gioventù dell'URSS:
Il 19 agosto, venne sepolto in una bara al cimitero Bogoslovskoe di Leningrado. e migliaia di persone parteciparono al funerale.
Kasparjan partì per Leningrado prima della collisione, con un nastro contenente l'unica registrazione della parte vocale di Coj per l'album successivo dei Kino, i cui membri rimanenti conclusero e pubblicarono Čërnyj al'bom a dicembre dello stesso anno.

## Vita privata
Viktor visse con la moglie, Marianna Coj (nata Rodovanskaja, 5 maggio 1959 – 27 giugno 2005), e il figlio Aleksandr (1985-), facendo una vita povera. Lavorò e visse nella sala caldaie del suo condominio, rinominata "Kamchatka", che oggi è il sito di un museo e club rock dedicato a Coj. Precedentemente lavorò anche a Kiev, nella RSS Ucraina, ma quando le autorità scoprirono che stava lavorando illegalmente, fu trasferito a Mosca.
Durante le riprese del film Assa del 1987, Coj incontrò Natalia Razlogova, l'assistente del regista. Coj in seguito si innamorò di Razlogova e si separò da Marianna senza tuttavia divorziare, per il bene del figlio.

## Filmografia
Dopo una breve apparizione con i Kino in Assa (1987), nel 1988 Viktor Coj recitò come protagonista nel film Igla, diretto da Rašid Nugmanov e scritto da Aleksandr Baranov assieme a Bahyt Kilibaev. La trama vede il protagonista Moro ritornare ad Almaty, RSS Kazaka, per raccogliere i soldi a lui dovuti e combattere la mafia locale che ha sottomesso e reso tossicodipendente la sua ex fidanzata Dina. Coj fu candidato per un premio per la sua interpretazione nel film. La colonna sonora del film include le canzoni originali dei Kino che contribuiscono a creare l'atmosfera della pellicola, assieme all'impiego di twist post-moderni e scene surreali. Il film fu distribuito in Unione Sovietica nel febbraio del 1989.

## Impatto culturale

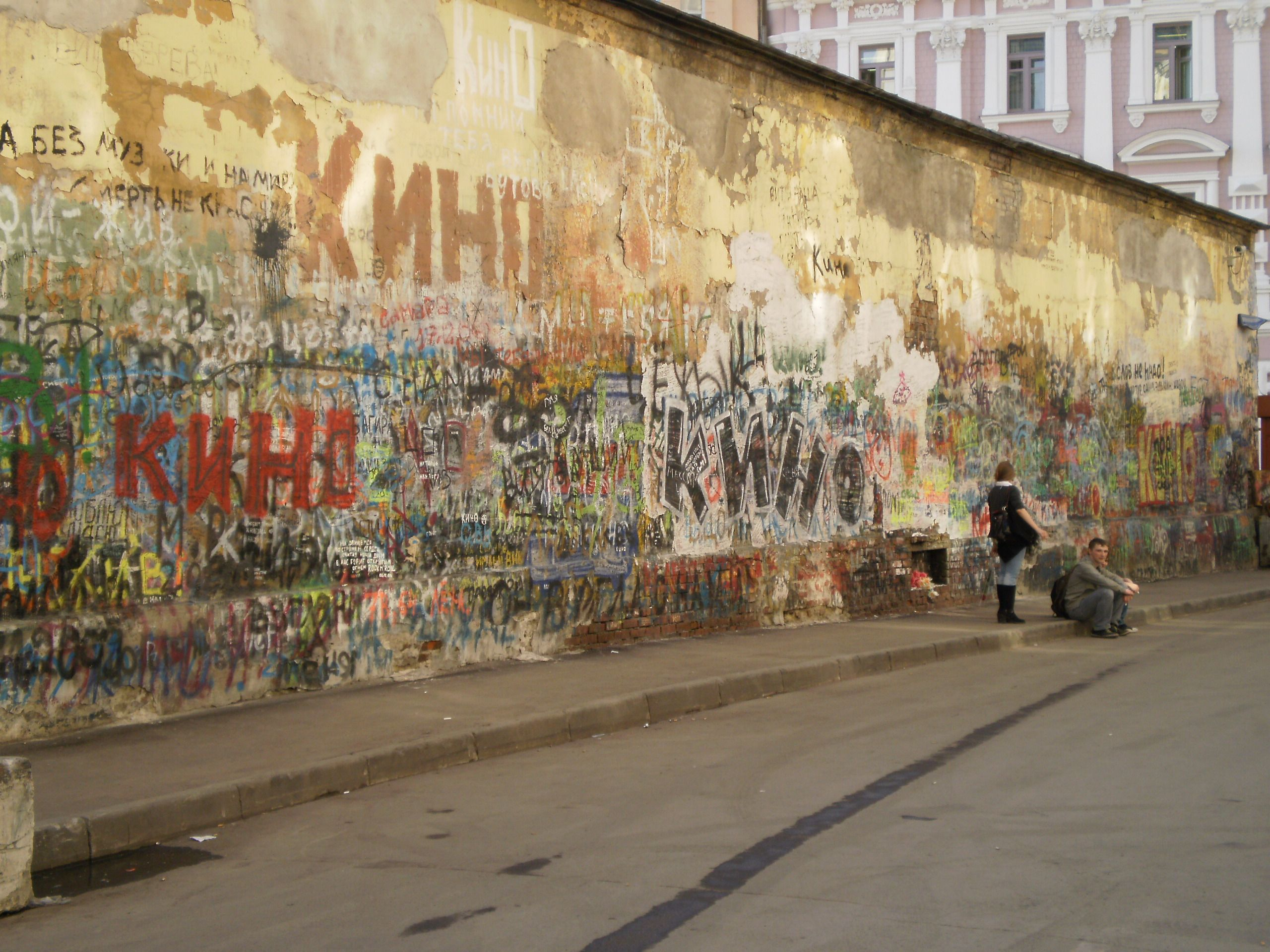
Il Muro di Coj a Mosca

- In molti luoghi della Russia, sono presenti statue e muri interi con graffiti dedicati alla figura di Viktor Coj, come il Muro in suo onore situato nella famosa Arbat' di Mosca, dove i fan si riuniscono ancora oggi per ricordarlo. Si possono trovare altri muri a Minsk, Bielorussia, e in alcune regioni del Kazakistan.
- Nel 2000, alcuni dei gruppi rock più importanti della Russia si sono riuniti e hanno pubblicato in KINOproby le loro cover dei brani celebri dei Kino, come tributo a Viktor Coj in quello che avrebbe dovuto essere il suo 38º compleanno.[13]
- Il 21 giugno 2012, nel 50º compleanno di Coj, i membri dei Kino si riunirono per registrare la canzone Ataman, impiegando la parte vocale di Coj recuperata dalla sua macchina distrutta, ma mai usata per la sua scarsa qualità.
- L'asteroide 2740 Tsoj scoperto nel 1974 è intitolato a Viktor Coj.[14]
- Nel videogioco Grand Theft Auto IV del 2008 è presente la canzone Gruppa Krovi nella stazione radiofonica fittizia Vladivostok FM.
- Nel film Summer del 2018, Coj è stato interpretato da Teo Yoo.[15]
- Sull’isola di Murano, presso Venezia, sorge il memoriale Viktor Coj, una semplice croce di legno in un’area naturalistica visitata da molte persone che, ai piedi della croce, lasciano bandiere e segni di ricordo.